# Tomás Antonio de la Cerda y Aragón
Pour les articles homonymes, voir De la Cerda.
Tomás Antonio de la Cerda y Aragón, conde de Paredes y marqués de la Laguna (24 décembre 1638 à Cogolludo en Espagne — 22 avril 1692 à Madrid) est Vice-roi de Nouvelle-Espagne du 30 novembre 1680 au 30 novembre 1686.